# Oreostruthus fuliginosus
Oreostruthus fuliginosus là một loài chim trong họ Estrildidae.